# Bảo tàng Kresy ở Lubaczów
Bảo tàng Kresy ở Lubaczów (tiếng Ba Lan: Muzeum Kresów w Lubaczowie) là một bảo tàng tọa lạc tại số 4 Phố Sobieskiego, Lubaczów, Ba Lan.

## Lịch sử

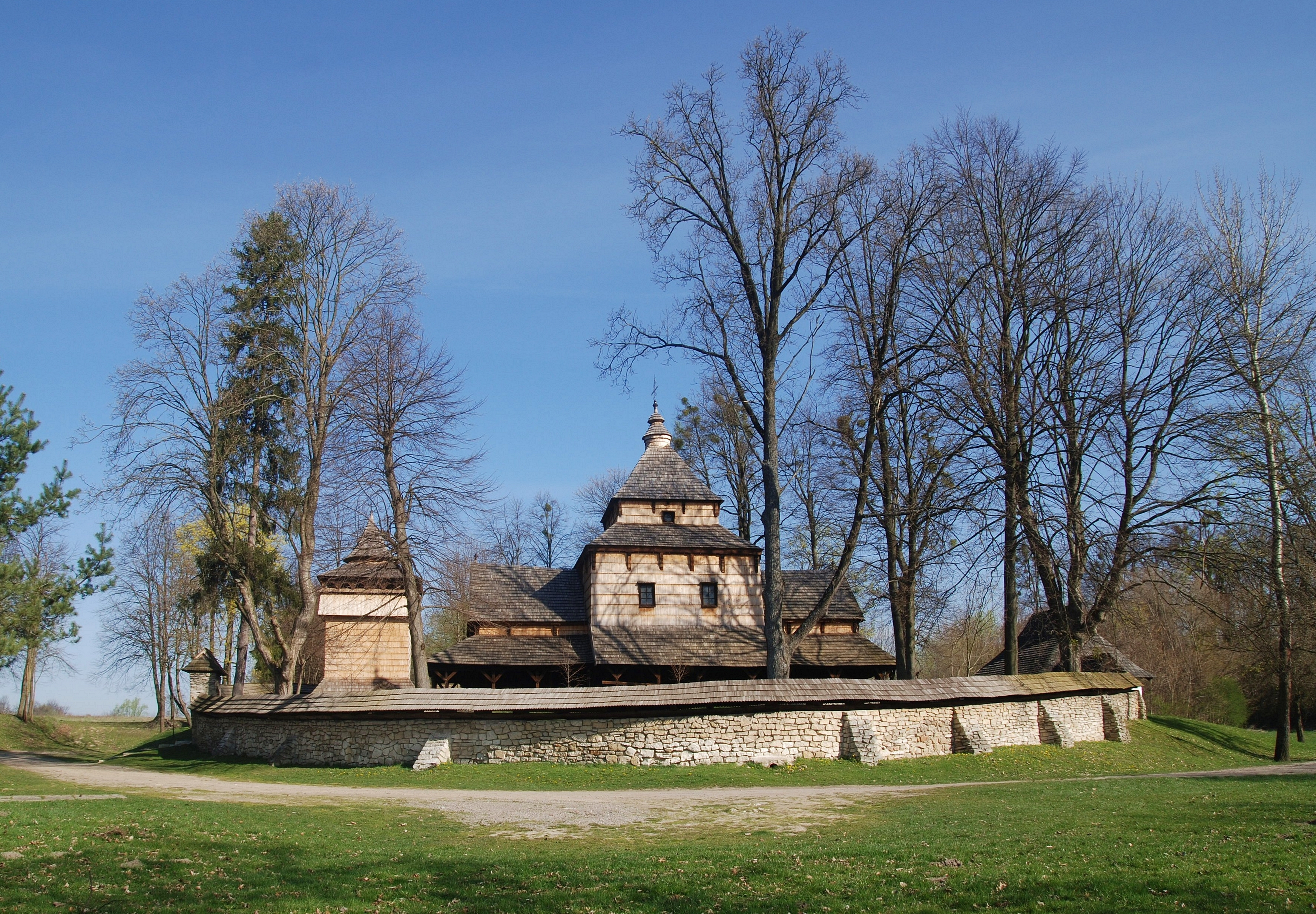
Nhà thờ Chính thống Thánh Paraskeva ở Radruż

Bảo tàng Kresy ở Lubaczów được thành lập theo khởi xướng của Włodzimierz Czernecki - một nhà giáo dục và nhà hoạt động xã hội địa phương. Ông bắt đầu thu thập các hiện vật từ trước Chiến tranh thế giới thứ hai, và rất nhiều trong số đó bị mất trong chiến tranh. Thành quả của việc thu thập là sự ra đời của Bảo tàng Khu vực Xã hội vào năm 1958. Trụ sở ban đầu của Bảo tàng là tòa nhà của một trường trung học. Ba năm sau, bộ sưu tập của Bảo tàng được chuyển đến một ngôi nhà chung cư ở Phố Mickiewicz. Năm 1967, Hiệp hội Du lịch và Tham quan Ba Lan (PTTK) tiếp quản Bảo tàng, và Bảo tàng được đổi tên thành Bảo tàng Khu vực PTTK. Năm 1981, Bảo tàng được quốc hữu hóa.
Tháng 9 năm 1987, Bảo tàng chính thức khánh thành trụ sở mới, địa điểm này trước đây là một kho thóc lịch sử được xây dựng vào thế kỷ 18.
Năm 1999, Bảo tàng được chính quyền địa phương huyện Lubaczów tiếp quản. Năm 2010, Bảo tàng tiếp quản quần thể các tòa nhà của Nhà thờ Thánh Paraskeva ở Radruż.

## Triển lãm
Bộ sưu tập của Bảo tàng Kresy ở Lubaczów hiện đang bao gồm các triển lãm sau:
- lịch sử: giới thiệu lịch sử của địa phương và vùng đất Lubaczów
- dân tộc học: trưng bày văn hóa dân gian của địa phương và khu vực lân cận (đồ thủ công, vật dụng hàng ngày, thủ công mỹ nghệ)
- nghệ thuật: gồm một bộ sưu tập các bức tranh chân dung Sarmatian, hội họa và điêu khắc liên quan đến các nghi lễ tôn giáo: Công giáo, Công giáo Hy Lạp và Do Thái giáo, và một bộ sưu tập nghệ thuật đương đại Ba Lan của Maria Jarema, Erna Rosenstein, Zdzisław Beksiński, Jacek Waltoś, Kazimierz Mikulski, Teresa Pągowska, và các người khác.[1]

## Giờ mở cửa
Bảo tàng Kresy ở Lubaczów hoạt động quanh năm, mở cửa tất cả các ngày trong tuần trừ thứ Hai. Khách tham quan phải trả phí vào cửa.